# Дельта

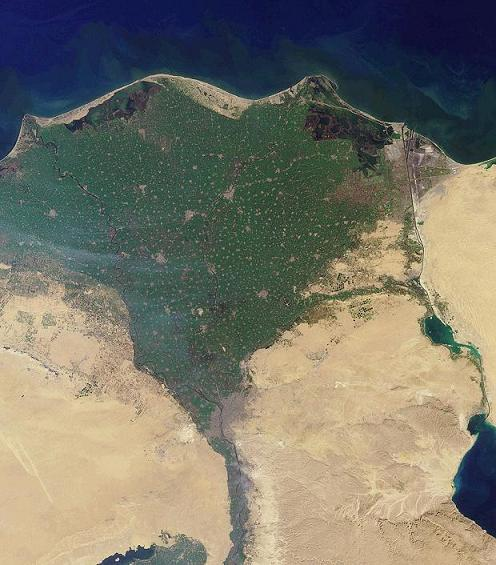
Дельта Нілу (фото з супутника)

Де́льта — район впадіння річки в океан, море, озеро або іншу річку, розчленований рукавами і протоками. Включає верхню товщу гирлового конуса виносу річки та алювіальну надводну частину, яка утворює складну гідрографічну мережу і своєрідний ландшафт. Зазвичай, дельта є заболоченою. 
Розрізняють кілька видів дельт: дельти видовження, виповнення, блоковані, лопатеві, підводні. 

## Формування дельти

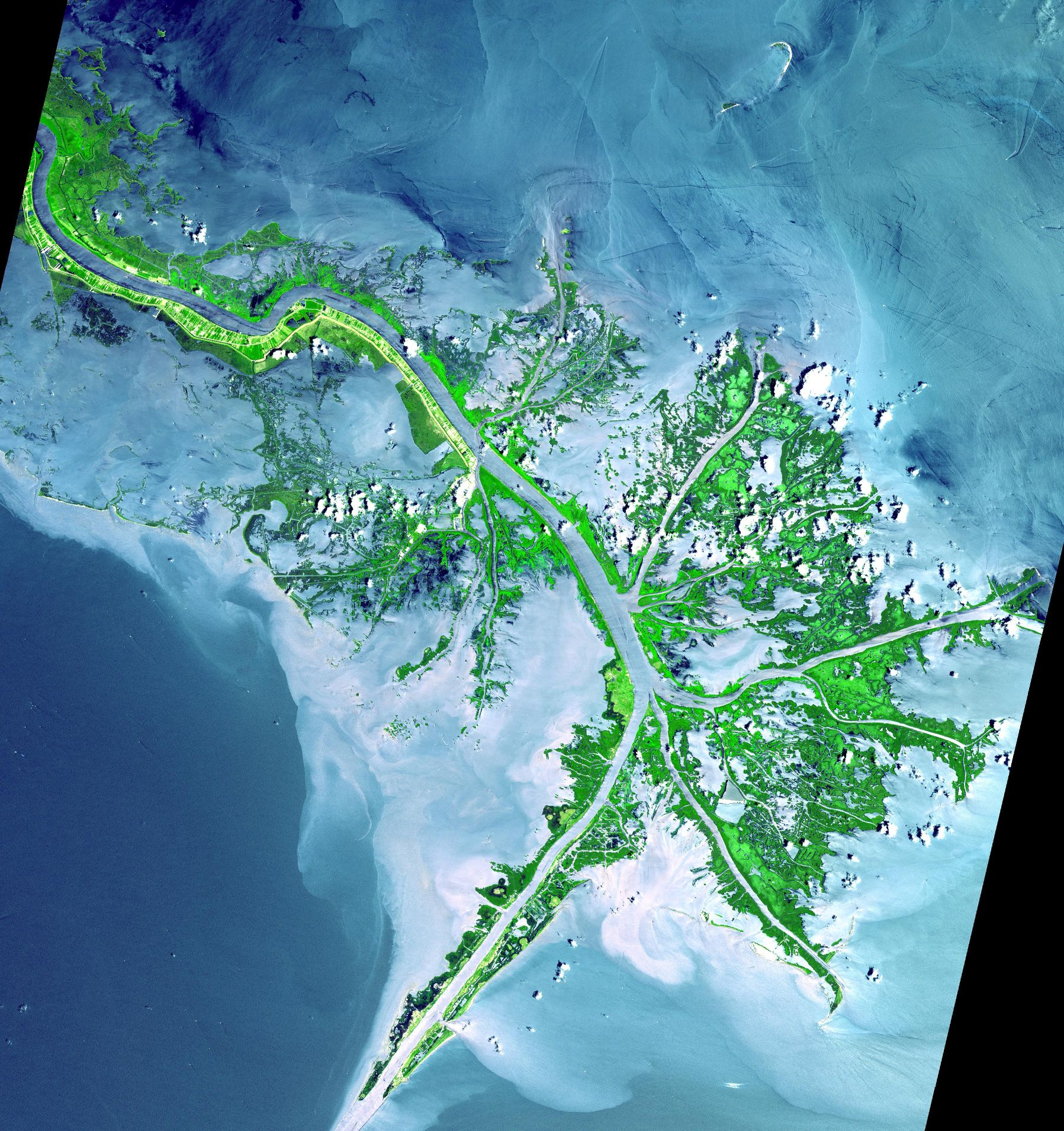
Дельта р. Міссісіпі у США

Основну роль у формуванні дельти відіграють осадові маси, що переносяться водами річки з її верхів'я. На шляху до гирла потік води у річці потрапляє у стоячу водяну масу або в район дії припливних хвиль. При цьому швидкість потоку знижується і частинки піску, глини, намулу починають осідати на дно у вигляді осаду. 
Існує три стадії формування дельти:
1. Осад накопичується вздовж головної річкової протоки-фарватеру.
2. Головна річкова протока блокується осадовим матеріалом і води річки шукають альтернативні шляхи, формуючи при цьому рукави річки.
3. На витоці річки формуються широкі родючі рівнини і з'являється новий суходіл.

## Дельти в Україні

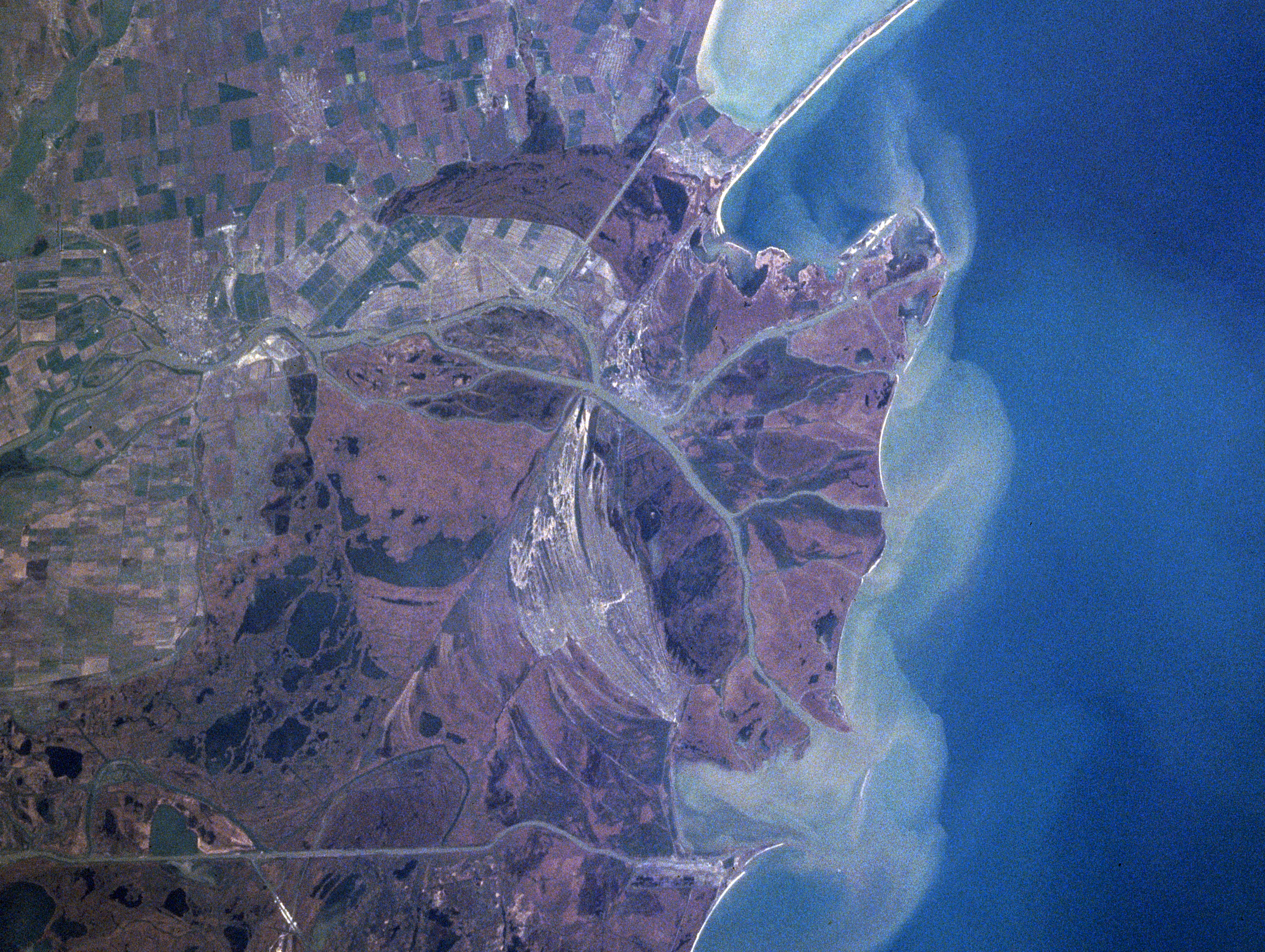
Дельта р. Дунай

На території України дельти характерні для великих річок півдня: Дніпро, Дністер, Дунай, з яких найбільшою є дельта Дунаю. Вона має площу 5,6 тис. км² (в межах України — 1,2 тис. км²). Дельта Дніпра має площу 350 км², довжину 47 км і налічує 13 великих рукавів. Дельта Дністра має площу 35,5 км² та довжину 12 км. 

## Найвідоміші дельти світу
- Дельта Нілу
- Дельта Амазонки
- Дельта Гангу